# Frédéric de Nucingen
Pour les articles homonymes, voir Frédéric.
Le baron Frédéric de Nucingen est un personnage de La Comédie humaine d’Honoré de Balzac. Il apparaît pour la première fois dans Le Père Goriot, puis dans Melmoth réconcilié, où il est évoqué par l’intermédiaire de son caissier, puis dans La Maison Nucingen. Balzac n’avait d’ailleurs pas terminé l’écriture de Melmoth lorsqu’il entreprit la construction de La Maison Nucingen. En réalité, dans les deux romans, l’auteur est inspiré par le même sujet : la spéculation boursière et l’agiotage qui font rage à une époque d’industrialisation sans précédent, où la folie des investissements hasardeux peut conduire au triomphe ou à la ruine. 
C'est dans La Maison Nucingen que le personnage de Nucingen, surnommé le « loup-cervier », apparaît dans toute sa violence de financier. L'argent n'a d'intérêt pour lui que s'il est en « quantité disproportionnée ». À travers ce personnage, Balzac dresse un type social, dont l'attitude face à l'argent fait écho aux dérives qu'a connues le monde de la finance, du XIXe siècle jusqu'à aujourd'hui. 

## Chronologie du baron de Nucingen
- Né en 1763, il est apprenti à la banque Aldrigger, à l'âge de douze ans. C'est un juif converti au catholicisme ; on ne connaît pas l'origine de son immense fortune.
- 1808, dans Le Père Goriot, il apparaît pour la première fois. Il a épousé Delphine Goriot pour sa dot colossale. Il est déjà baron d'Empire et il a procédé dès 1804 à sa première liquidation (voir La Maison Nucingen pour l'explication de cette opération). Il refuse d'accueillir son beau-père chez lui quand le vieux vermicellier aura vendu son affaire pour se retirer. Goriot n'a d'autre choix que de s'installer à la pension Vauquer, rue Neuve-Sainte-Geneviève.
- 1815, dans César Birotteau, il engage Ferdinand du Tillet comme employé et homme de paille et procède à sa deuxième liquidation. Il a compris que l'argent n'est une puissance qu'en quantité disproportionnée.
- En 1821-1822, dans Illusions perdues, les comptes de retour de sa banque sont considérables. Il assiste à un dîner chez madame du Val-Noble, une courtisane. La marquise d'Espard refuse de le recevoir. Elle l'acceptera enfin en 1828 dans L'Interdiction.
- En 1829, dans Splendeurs et misères des courtisanes, il tombe éperdument amoureux d'une belle inconnue rencontrée dans le bois de Vincennes, Esther, pour laquelle il fait des dépenses insensées, et il est saisi de mélancolie et devient « malade d'amour », diagnostic prononcé par Horace Bianchon. Cette même année, il provoque sa troisième liquidation et il disparaît pendant un temps. Il ruine ainsi Victor d'Aiglemont et Godefroid de Beaudenord.
- En 1839, dans Le Député d'Arcis, il devient pair de France, et sa fille épouse Rastignac avec lequel il s'est associé.

## Inspiration
Le personnage serait inspiré de plusieurs personnalités comme le baron de Rothschild, Georges Humann ou Beer Léon Fould,. Selon Caroline Weber, l'élocution du baron est inspirée du baron de Rothschild, originaire du ghetto juif de Francfort et qui, ayant émigré en France à l'âge de 19 ans, n'avait jamais réussi à se débarrasser d'un fort accent germanique.

## Romans dans lesquels le personnage apparaît
- Eugénie Grandet
- César Birotteau
- Autre étude de femme
- Un homme d'affaires
- Les Secrets de la princesse de Cadignan
- L'Envers de l'histoire contemporaine
- La Muse du département
- Le Contrat de mariage
- Les Comédiens sans le savoir, où il s'engage dans une spéculation financière sur les chemins de fer.
- La Femme auteur
- Splendeurs et misères des courtisanes
- La Cousine Bette
- Sarrasine
- Le Père Goriot

## Illustrations
- Le baron de Nucingen, dessin de A. Castan, Maison de Balzac.